# Midland (Texas)
Midland è una città divisa tra le contee di Midland, di cui ne è anche il capoluogo, e Martin, nello Stato del Texas, negli Stati Uniti. Secondo il censimento del 2020, possedeva una popolazione di 132 524 abitanti. È il capoluogo dell'area metropolitana di Midland, che al censimento del 2020 aveva una popolazione di 169 983 abitanti. Questa, a sua volta, fa parte dell'area metropolitana di Midland-Odessa, che secondo una stima del censimento del 2015, aveva una popolazione di 320 513 abitanti.

## Geografia fisica

### Territorio
Secondo l'Ufficio del censimento degli Stati Uniti, ha una superficie totale di 72,24 mi² (187,10 km²).

### Clima
Midland ha un clima steppico (Köppen BSh o BSk) con estati calde e inverni da freschi a miti. Occasionalmente si verificano ondate di freddo durante l'inverno, ma sono rari i lunghi periodi di freddo sotto lo zero. Midland riceve circa 340 mm di precipitazioni all'anno, la maggior parte delle quali cade in estate. Le massime superano i 32 °C in 115 giorni all'anno e i 38 °C in 24 giorni, mentre le minime scendono a 0 °C o meno in 58 giorni.

## Storia
Midland è stata fondata nel giugno del 1881 con il nome di Midway Station, sulla linea ferroviaria della Texas and Pacific Railway. Il nome è dovuto al fatto che si trova esattamente a metà strada tra Fort Worth ed El Paso, ma anche per via dell'esistenza di altre città chiamate Midway nel Texas. Nel gennaio del 1884, in seguito all'apertura di un ufficio postale, la città venne rinominata in Midland.
Nel marzo del 1885 divenne il capoluogo della contea di Midland, anno in cui è stata istituita in seguito all'emancipazione dalla contea di Tom Green. Nel 1890 era tra i più importanti centri di spedizione del bestiame del Paese. La città è stata riconosciuta nel 1906 e quattro anni dopo è stata costruita una caserma dei vigili del fuoco, oltre alle migliorie dell'impianto idrico cittadino.
Midland acquisì importanza nel 1923, in seguito alla scoperta del campo petrolifero di Santa Rita No. 1 nella contea di Reagan, nella regione del Bacino Permiano, poco prima della scoperta del campo petrolifero di Yates a Iraan. Midland divenne così il più importante centro petrolifero del Texas occidentale. Durante la seconda guerra mondiale, era presente il più grande campo di addestramento per bombardieri del Paese. Poco dopo la guerra, venne scoperto un altro campo petrolifero, Spraberry Trend, ancora oggi il terzo campo petrolifero con il maggior numero di risorse del Paese. Un altro periodo di boom ci fu negli anni '70, con gli alti prezzi del petrolio associati alle crisi dei settori petrolifero ed energetico.

## Società

### Evoluzione demografica
Secondo il censimento del 2020, la popolazione era di 132 524 abitanti. Al precedente censimento, quello del 2010, la popolazione era di 111 147 abitanti.

### Etnie e minoranze straniere
Secondo il censimento del 2020, la composizione etnica della città era formata dal 44,86% di bianchi, il 7,48% di afroamericani, lo 0,41% di nativi americani, il 2,58% di asiatici, lo 0,1% di oceaniani, lo 0,36% di altre etnie e il 2,59% di due o più etnie. Ispanici o latinos di qualunque etnia erano il 41,62% della popolazione.

## Cultura
L'istruzione nella città di Midland è fornita dal Midland Independent School District.

## Geografia antropica

### Urbanistica
Soprannominata "The Tall City" (la città alta), Midland è famosa per il paesaggio del centro cittadino. La maggior parte degli uffici nel centro di Midland sono stati costruiti durante il periodo della scoperta del petrolio e del gas nel Bacino Permiano. L'aumento dei prezzi dell'energia nella metà degli anni '80 ha causato un boom edilizio nel centro cittadino. Per molti anni il Wilco Building, composto da 22 piani, è stato l'edificio più alto tra Fort Worth e Phoenix. Oggi il più alto è il Bank of America Building, con i suoi 24 piani e 101 metri. Negli anni '80 sono stati progettati quattro edifici alti più di 150 metri, tra cui uno progettato dall'architetto Ieoh Ming Pei.
A seguito della crisi petrolifera nella metà degli anni '80, vennero abbandonati i propositi per la costruzione di altri grattacieli. Un gruppo privato stava progettando di costruire l'Energy Tower nel centro cittadino, che avrebbe dovuto essere alta 870 piedi, con 59 piani (sei piani sottoterra e 53 sopra). Se fosse stato costruito, sarebbe stato il sesto edificio più alto del Texas.

## Amministrazione

### Gemellaggi
Midland è gemellata con le seguenti città.
- Chihuahua;
- Dongying;
- New Amsterdam;
- Birkenhead